# Modul

Graficul funcţiei modul

În matematică, modulul sau valoarea absolută a unui număr real x, notat |x|, este numărul real luat fără semn (astfel, de exemplu, 3 este valoarea absolută a numerelor 3 și −3). În mulțimea numerelor complexe, modulul unui număr este distanța dintre acesta și origine (numărul complex 0).
O definiție mai riguroasă a modulului unui număr real {\displaystyle x} poate fi scrisă sub forma:
{\displaystyle |x|={\begin{cases}x&{\mbox{, }}x\geq 0,\\-x&{\mbox{, }}x<0.\end{cases}}}
Generalizări ale modulului sunt folosite în multe contexte matematice diferite. Există modul definit pentru grupuri, numere complexe, spații vectoriale. Noțiunea de modul este strâns legată de cele de magnitudine, distanță sau normă în diferite contexte matematice sau fizice.

## Terminologie și notație
Jean Robert Argand a introdus termenul de modul de unitate de măsură, în Franța în 1806 special pentru complex valoare absolută  și a fost împrumutat în engleză în 1866, echivalent in Latină „modulus”.
Termenul de „valoare absolută” a fost utilizat în acest sens încă din 1806 în Franța și din 1857 în Anglia. 
Notația {\displaystyle |a|} a fost introdusă de către Karl Weierstrass în 1841.

## Numere reale
Pentru orice număr real a, valoarea absolută sau modulul lui a este notat | a | si este definit astfel:
{\displaystyle |a|={\begin{cases}a,&{\mbox{daca }}a\geq 0\\-a,&{\mbox{daca }}a<0.\end{cases}}}
După cum se poate vedea în definiție, valoarea absolută a lui a este întotdeauna un număr pozitiv sau zero, dar niciodată negativ. Din punctul de vedere al geometriei analitice, valoarea absolută a unui număr real este distanța față de originea axei reale și, mai general, valoarea absolută a diferenței a două numere reale este distanța între ele.